# Wincenty Wacław Richling-Bartoszewski
Wincenty Wacław Richling-Bartoszewski, też Rychling-Bartoszewski (cz. Václav Richling, ur. 9 stycznia 1841 w Bartoszewicach w Górach Orlickich, zm. 11 stycznia 1896 w Krakowie) – organista, kompozytor i pedagog pochodzenia czeskiego działający w Krakowie.

## Życiorys
Studiował w szkole organistów w Pradze prawdopodobnie w latach 1854–1856 pod kierunkiem Karla Franza Pitscha. Wiadomo, że w 1863 był w Krakowie i uczestniczył w powstaniu styczniowym, prawdopodobnie brał udział w bitwie pod Miechowem. Możliwe, że wtedy dodał do swojego nazwiska przydomek Bartoszewski.
Od 1869 do śmierci był organistą katedry wawelskiej.
W 1873 rozpoczął działalność pedagogiczną w Konserwatorium Towarzystwa Muzycznego w Krakowie. Początkowo uczył harmonii w szkole Towarzystwa Muzycznego „Muza” w Krakowie. W 1877 został profesorem klasy organów i fortepianu, a także wykładowcą kontrapunktu i fugi w szkole muzycznej nowo powstałego krakowskiego Towarzystwa Muzycznego, przekształconego w 1888 w konserwatorium. Uczył też śpiewu w krakowskich seminariach duchownych. Jego uczniem był m.in. Walenty Dec, następca Rychlinga na stanowiskach w katedrze i konserwatorium. Został pochowany na cmentarzu Rakowickim w Krakowie (kwatera P).

## Twórczość
Komponował głównie utwory chóralne i organowe, w tym msze na chór a cappella oraz na chór organy i orkiestrę, a także liczne pieśni religijne na głosy solo i organy oraz preludia na organy. Zasłynął jako improwizator w technice fugowanej i mistrz kontrapunktu. Jego utwory organowe, zebrane pod wspólnym tytułem Pastorałki, należą do najlepszych przykładów polskiej użytkowej muzyki organowej drugiej połowy XIX wieku.
Nagrania wszystkich utworów organowych Wincentego Richlinga (podwójny album CD) dokonał w 2015 Rościsław Wygranienko, wykorzystując w tym celu 14 organów Szczecina i Polic.

## Wybrane kompozycje
Na podstawie materiałów źródłowych:
- ok. 100 utworów na organy pastorałek, preludiów, fughett i fug (wyd. jako Pastorałki, Kraków, ok. 1906)
- Fuga podwójna na kwartet smyczkowy (wyk. Kraków, 1879)
- 4-głosowe msze na chór a cappella (jedna z nich wyk. Kraków, 1881)
- msza na chór, organy i orkiestrę
- Kantata ku czci X.F. Gołaszewskiego na chór, organy i orkiestrę (1882)
- Zbiór pieśni ruskich, ukraińskich i kołomyjek ułożonych na fortepian (wyd. Kraków, 1883)
- Zbiór najużywańszych kolęd tudzież̇ pieśni adwentowych, postnych i wielkanocnych z towarzyszeniem fortepianu lub organów
- Toccata na fortepian
- Zbiór krakowiaków ułożonych na fortepian
- polonezy na fortepian